# Радослав Баран
Радослав Баран (пол. Radosław Baran; нар. 5 листопада 1989, Кротошин, Великопольське воєводство) — польський борець вільного стилю, п'ятиразовий призер чемпіонатів світу серед військовослужбовців, багаторазовий переможець та призер престижних міжнародних турнірів, учасник Олімпійських ігор.

## Біографія
Боротьбою почав займатися з 1999 року. Дебютував на міжнародних змаганнях у 2006 році, посівши 12 місце на чемпіонаті Європи серед кадетів (категорія до 76 кг). Виступає за спортивний клуб «Грюнвальд» з Познані. Багаторазовий переможець та призер чемпіонатів Польщі. За професією військовослужбовець.

### Родина
Брат — Роберт Баран, дворазовий срібний та дворазовий бронзовий призер чемпіонатів Європи, учасник Олімпійських ігор.

## Спортивні результати на міжнародних змаганнях

### Виступи на Олімпіадах
| Змагання                    | Збірна | Вагова категорія          | Місце |
| --------------------------- | ------ | ------------------------- | ----- |
| Літні Олімпійські ігри 2016 | Польща | вільна боротьба, до 97 кг | 13    |

### Виступи на Чемпіонатах світу
| Змагання                        | Збірна | Вагова категорія          | Місце |
| ------------------------------- | ------ | ------------------------- | ----- |
| Чемпіонат світу з боротьби 2009 | Польща | вільна боротьба, до 96 кг | 25    |
| Чемпіонат світу з боротьби 2010 | Польща | вільна боротьба, до 96 кг | 12    |
| Чемпіонат світу з боротьби 2011 | Польща | вільна боротьба, до 96 кг | 13    |
| Чемпіонат світу з боротьби 2014 | Польща | вільна боротьба, до 97 кг | 14    |
| Чемпіонат світу з боротьби 2015 | Польща | вільна боротьба, до 97 кг | 19    |
| Чемпіонат світу з боротьби 2019 | Польща | вільна боротьба, до 97 кг | 25    |
| Чемпіонат світу з боротьби 2021 | Польща | вільна боротьба, до 97 кг | 12    |

### Виступи на Чемпіонатах Європи
| Змагання                         | Збірна | Вагова категорія          | Місце  |
| -------------------------------- | ------ | ------------------------- | ------ |
| Чемпіонат Європи з боротьби 2010 | Польща | вільна боротьба, до 96 кг | 5      |
| Чемпіонат Європи з боротьби 2012 | Польща | вільна боротьба, до 96 кг | 5      |
| Чемпіонат Європи з боротьби 2016 | Польща | вільна боротьба, до 97 кг | 7      |
| Чемпіонат Європи з боротьби 2019 | Польща | вільна боротьба, до 97 кг | 12     |
| Чемпіонат Європи з боротьби 2020 | Польща | вільна боротьба, до 97 кг | 8      |
| Чемпіонат Європи з боротьби 2021 | Польща | вільна боротьба, до 97 кг | Бронза |

### Виступи на Європейських іграх
| Змагання              | Збірна | Вагова категорія          | Місце |
| --------------------- | ------ | ------------------------- | ----- |
| Європейські ігри 2015 | Польща | вільна боротьба, до 97 кг | 5     |
| Європейські ігри 2019 | Польща | вільна боротьба, до 97 кг | 8     |

### Виступи на Кубках світу
| Змагання                    | Збірна | Вагова категорія          | Місце |
| --------------------------- | ------ | ------------------------- | ----- |
| Кубок світу з боротьби 2020 | Польща | вільна боротьба, до 97 кг | 7     |

### Виступи на Чемпіонатах світу серед військовослужбовців
| Змагання                                                  | Збірна | Вагова категорія           | Місце  |
| --------------------------------------------------------- | ------ | -------------------------- | ------ |
| Чемпіонат світу з боротьби серед військовослужбовців 2010 | Польща | вільна боротьба, до 96 кг  | Бронза |
| Чемпіонат світу з боротьби серед військовослужбовців 2013 | Польща | вільна боротьба, до 96 кг  | Срібло |
| Чемпіонат світу з боротьби серед військовослужбовців 2014 | Польща | вільна боротьба, до 125 кг | Бронза |
| Чемпіонат світу з боротьби серед військовослужбовців 2016 | Польща | вільна боротьба, до 125 кг | 7      |
| Чемпіонат світу з боротьби серед військовослужбовців 2017 | Польща | вільна боротьба, до 97 кг  | Срібло |
| Чемпіонат світу з боротьби серед військовослужбовців 2021 | Польща | вільна боротьба, до 97 кг  | Бронза |
| Всесвітні ігри військовослужбовців 2019                   | Польща | вільна боротьба, до 97 кг  | 12     |

### Виступи на Всесвітніх іграх військовослужбовців
| Змагання                                | Збірна | Вагова категорія          | Місце |
| --------------------------------------- | ------ | ------------------------- | ----- |
| Всесвітні ігри військовослужбовців 2019 | Польща | вільна боротьба, до 97 кг | 12    |

### Виступи на Чемпіонатах світу серед студентів
| Змагання                                        | Збірна | Вагова категорія          | Місце |
| ----------------------------------------------- | ------ | ------------------------- | ----- |
| Чемпіонат світу з боротьби серед студентів 2012 | Польща | вільна боротьба, до 96 кг | 5     |

### Виступи на інших змаганнях
| Змагання                                                        | Збірна | Вагова категорія          | Місце  |
| --------------------------------------------------------------- | ------ | ------------------------- | ------ |
| Турнір Алі Алієва 2011                                          | Польща | вільна боротьба, до 96 кг | 9      |
| Меморіал Вацлава Циолковського 2011                             | Польща | вільна боротьба, до 96 кг | 12     |
| Тестовий турнір FILA 2011                                       | Польща | вільна боротьба, до 96 кг | 5      |
| Турнір Яшара Догу 2012                                          | Польща | вільна боротьба, до 96 кг | 10     |
| Олімпійський кваліфікаційний турнір з боротьби 2012 (Тайюань)   | Польща | вільна боротьба, до 96 кг | 4      |
| Олімпійський кваліфікаційний турнір з боротьби 2012 (Гельсінкі) | Польща | вільна боротьба, до 96 кг | 11     |
| Меморіал Іона Корнеану 2013                                     | Польща | вільна боротьба, до 96 кг | Срібло |
| Турнір Алі Алієва 2014                                          | Польща | вільна боротьба, до 97 кг | Бронза |
| Гран-прі Німеччини з боротьби 2014                              | Польща | вільна боротьба, до 97 кг | Золото |
| Меморіал Вацлава Циолковського 2014                             | Польща | вільна боротьба, до 97 кг | Срібло |
| Інтерконтинентальний кубок з боротьби 2014                      | Польща | вільна боротьба, до 97 кг | 5      |
| Гран-прі Парижа з боротьби 2015                                 | Польща | вільна боротьба, до 97 кг | 11     |
| Кубок Гранми з боротьби 2015                                    | Польща | вільна боротьба, до 97 кг | Бронза |
| Турнір Яшара Догу 2015                                          | Польща | вільна боротьба, до 97 кг | Бронза |
| Турнір Алі Алієва 2015                                          | Польща | вільна боротьба, до 97 кг | Золото |
| Меморіал Вацлава Циолковського 2015                             | Польща | вільна боротьба, до 97 кг | Бронза |
| Турнір Дана Колова — Николи Петрова 2016                        | Польща | вільна боротьба, до 97 кг | Золото |
| Олімпійський кваліфікаційний турнір з боротьби 2016 (Зренянин)  | Польща | вільна боротьба, до 97 кг | Золото |
| Турнір міста Сассарі з боротьби 2016                            | Польща | вільна боротьба, до 97 кг | Золото |
| Меморіал Вацлава Циолковського 2016                             | Польща | вільна боротьба, до 97 кг | Бронза |
| Гран-прі Німеччини з боротьби 2016                              | Польща | вільна боротьба, до 97 кг | Срібло |
| Кубок Європейських націй з боротьби 2016                        | Польща | команда                   | 5      |
| Меморіал Вацлава Циолковського 2019                             | Польща | вільна боротьба, до 97 кг | 5      |
| Чемпіонат Польщі з боротьби 2020                                | Польща | вільна боротьба, до 97 кг | Золото |
| Меморіал Вацлава Циолковського 2020                             | Польща | вільна боротьба, до 97 кг | Бронза |
| Гран-прі Франції Анрі Деглана 2021                              | Польща | вільна боротьба, до 97 кг | Бронза |
| Олімпійський кваліфікаційний турнір з боротьби 2020 (Будапешт)  | Польща | вільна боротьба, до 97 кг | 7      |
| Олімпійський кваліфікаційний турнір з боротьби 2020 (Софія)     | Польща | вільна боротьба, до 97 кг | Бронза |
| Турнір Алі Алієва 2021                                          | Польща | вільна боротьба, до 97 кг | 13     |
| Меморіал Маттео Пелліконе 2022                                  | Польща | вільна боротьба, до 97 кг | 10     |
| Гран-прі Іспанії з боротьби 2022                                | Польща | вільна боротьба, до 97 кг | Бронза |
| Відкритий чемпіонат Загреба з боротьби 2023                     | Польща | вільна боротьба, до 97 кг | 5      |
| Турнір Ібрагіма Мустафи 2023                                    | Польща | вільна боротьба, до 97 кг | 14     |
| Турнір К. У. Кожомкула і Р. Санатбаєва 2023                     | Польща | вільна боротьба, до 97 кг | 10     |
| Меморіал Вацлава Циолковського 2023                             | Польща | вільна боротьба, до 97 кг | Срібло |

### Виступи на змаганнях молодших вікових груп
| Змагання                                       | Збірна | Вагова категорія          | Місце |
| ---------------------------------------------- | ------ | ------------------------- | ----- |
| Чемпіонат Європи з боротьби серед кадетів 2006 | Польща | вільна боротьба, до 76 кг | 12    |
| Чемпіонат Європи з боротьби серед юніорів 2009 | Польща | вільна боротьба, до 96 кг | 12    |
| Чемпіонат світу з боротьби серед юніорів 2009  | Польща | вільна боротьба, до 96 кг | 14    |